# Nils Toms Puriņš
Nils Toms Puriņš (Jūrmala, 1º agosto 1998) è un calciatore lettone, portiere del Riga FC e della nazionale lettone.

## Carriera

### Nazionale
Ha esordito con la nazionale lettone il 16 giugno 2023, nella partita di qualificazione all'Europeo 2024 persa per 2-3 contro la  Turchia.

## Statistiche

### Presenze e reti nei club
Statistiche aggiornate al 12 ottobre 2023.
| Stagione        | Squadra         | Campionato      | Campionato | Campionato | Coppe nazionali | Coppe nazionali | Coppe nazionali | Coppe continentali | Coppe continentali | Coppe continentali | Altre coppe | Altre coppe | Altre coppe | Totale | Totale |
| Stagione        | Squadra         | Comp            | Pres       | Reti       | Comp            | Pres            | Reti            | Comp               | Pres               | Reti               | Comp        | Pres        | Reti        | Pres   | Reti   |
| --------------- | --------------- | --------------- | ---------- | ---------- | --------------- | --------------- | --------------- | ------------------ | ------------------ | ------------------ | ----------- | ----------- | ----------- | ------ | ------ |
| 2018            | Riga FC         | VL              | 0          | 0          | CL              | 0               | 0               | UEL                | 0+0                | 0                  | -           | -           | -           | 0      | 0      |
| 2019            | Riga FC         | VL              | 4          | -3         | CL              | 1               | 0               | UCL+UEL            | 0+0                | 0                  | -           | -           | -           | 5      | -3     |
| 2020            | Riga FC         | VL              | 4          | -4         | CL              | 1               | 0               | UCL+UEL            | 0+0                | 0                  | -           | -           | -           | 5      | -4     |
| 2021            | Riga FC         | VL              | 3          | -1         | CL              | 0               | 0               | UCL+UECL           | 0+0                | 0                  | -           | -           | -           | 3      | -1     |
| 2022            | Riga FC         | VL              | 20         | -8         | CL              | 0               | 0               | UECL               | 6                  | -6                 | -           | -           | -           | 26     | -14    |
| 2023            | Riga FC         | VL              | 27         | -16        | CL              | 1               | 0               | UECL               | 6                  | -9                 | -           | -           | -           | 34     | -25    |
| Totale carriera | Totale carriera | Totale carriera | 58         | -32        |                 | 3               | 0               |                    | 12                 | -15                |             | -           | -           | 73     | -47    |

### Cronologia presenze e reti in nazionale
| Cronologia completa delle presenze e delle reti in nazionale ― Lettonia | Cronologia completa delle presenze e delle reti in nazionale ― Lettonia | Cronologia completa delle presenze e delle reti in nazionale ― Lettonia | Cronologia completa delle presenze e delle reti in nazionale ― Lettonia | Cronologia completa delle presenze e delle reti in nazionale ― Lettonia | Cronologia completa delle presenze e delle reti in nazionale ― Lettonia | Cronologia completa delle presenze e delle reti in nazionale ― Lettonia | Cronologia completa delle presenze e delle reti in nazionale ― Lettonia |
| Data                                                                    | Città                                                                   | In casa                                                                 | Risultato                                                               | Ospiti                                                                  | Competizione                                                            | Reti                                                                    | Note                                                                    |
| ----------------------------------------------------------------------- | ----------------------------------------------------------------------- | ----------------------------------------------------------------------- | ----------------------------------------------------------------------- | ----------------------------------------------------------------------- | ----------------------------------------------------------------------- | ----------------------------------------------------------------------- | ----------------------------------------------------------------------- |
| 16-6-2023                                                               | Riga                                                                    | Lettonia                                                                | 2 – 3                                                                   | Turchia                                                                 | Qual. Euro 2024                                                         | -3                                                                      |                                                                         |
| 19-6-2023                                                               | Erevan                                                                  | Armenia                                                                 | 2 – 1                                                                   | Lettonia                                                                | Qual. Euro 2024                                                         | -2                                                                      |                                                                         |
| 8-9-2023                                                                | Fiume                                                                   | Croazia                                                                 | 5 – 0                                                                   | Lettonia                                                                | Qual. Euro 2024                                                         | -5                                                                      |                                                                         |
| Totale                                                                  |                                                                         | Presenze                                                                | 3                                                                       |                                                                         | Reti                                                                    | -10                                                                     |                                                                         |

## Palmarès

### Club

#### Competizioni nazionali
- Campionato lettone: 3

Riga FC: 2018, 2019, 2020
- Coppa di Lettonia: 1

Riga FC: 2018